# Linha 2 (Metro de Madrid)
.

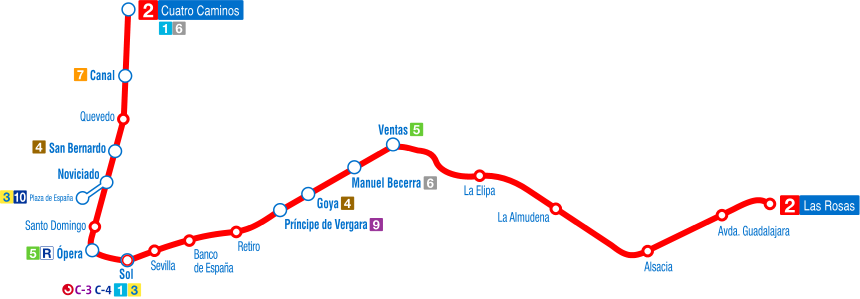
Percurso da Linha 2 no município de Madrid

A Linha 2 - Vermelha é uma das doze linhas do Metro de Madrid.
Foi inaugurada em 1920, atravessando o centro da cidade entre as  estações de Ventas e Quevedo. Em 16 de fevereiro de 2007, foi inaugurada a estação La Elipa. 
A linha percorre um trecho de 14,1 km, com 20 estações.